# Paul-Louis Férard
Paul-Louis Férard, né à Laval (Mayenne) le 21 novembre 1894 et mort le 15 décembre 1980 à Charenton-le-Pont, est un poète français.

## Biographie
Son père Amand Férard était inspecteur primaire. Il fait ses études au lycée de Laval, qu'il quitte bachelier en 1912. Il effectue son service militaire et participe à la guerre de 1914.
Sous-lieutenant au 124e RI, il a les pieds gelés en Champagne, puis après une deuxième blessure, il part à l'armée d'Orient.
La guerre terminée, en 1920, il devient directeur à Billancourt des Anciens établissements Jouet. Il est aussi membre de la Société des gens de lettres. En 1924, présenté par Charles Le Goffic, il est reçu à la Société des poètes français. Il donne en 1924 une conférence sur Jean-Julien Lemordant, et écrit un mystère en quatre actes, Japhet, tiré de Lord Byron, ainsi qu'une nouvelle intitulée Au gré des flots… au gré du cœur. Il travaille alors au Comité de direction des grands réseaux de chemin de fer français, puis il devient inspecteur commercial, et enfin inspecteur divisionnaire. Il prend sa retraite en 1952. Il était officier de la Légion d'honneur à titre militaire.

## Publications
- Benyowsky, gentilhomme et roi de fortune (1931)
- Les Heures d'Orient, plaquette de vers dédie aux camarades d'Orient, « aux poilus de France »
- Japhet
- Au gré des flots...au gré du cœur